# Drimia noctiflora
Drimia noctiflora är en sparrisväxtart som först beskrevs av Jules Aimé Battandier och Louis Charles Trabut, och fick sitt nu gällande namn av William Thomas Stearn. Drimia noctiflora ingår i släktet Drimia och familjen sparrisväxter. Inga underarter finns listade i Catalogue of Life.